# شورك 2 (كوه بنج)
شورك 2 (بالفارسية: شورک 2) هي مستوطنة تقع في إيران في كرمان. يقدر عدد سكانها بـ 31 نسمة .